# Intendente de la provincia de Santiago
El intendente de la provincia de Santiago fue la autoridad designada por el presidente de la República para ejercer el gobierno de la antigua provincia de Santiago (hoy Región Metropolitana de Santiago), Chile, como su representante natural e inmediato en dicho territorio.

## Intendentes
| Nombre                              | Periodo                                        |
| ----------------------------------- | ---------------------------------------------- |
| José Joaquín de la Cavareda Trucíos | 1830 - 1841                                    |
| José Miguel de la Barra             | 1841 - 1849                                    |
| Francisco Ángel Ramírez             | 1850 - 1855                                    |
| Francisco Bascuñán Guerrero         | 1859 - 1864                                    |
| Federico Errázuriz Zañartu          | 1864                                           |
| Jaime Izquierdo                     | ? - 1867                                       |
| Francisco Echaurren García-Huidobro | 1867 - 1868                                    |
| Manuel Valdés Vigil                 | 1868 - 1870                                    |
| Benjamín Vicuña Mackenna            | 1872 – 1875                                    |
| Zenón Freire Caldera                | 1875                                           |
| Guillermo Mackenna Serrano          | 1879                                           |
| Camilo Cobo Gutiérrez               | 1881                                           |
| Alejandro Fierro Pérez              | 1883                                           |
| Francisco Freire Caldera            | 1886                                           |
| Evaristo Sánchez Fontecilla         | 1886                                           |
| Zenón Freire Caldera                | 1887                                           |
| Prudencio Lazcano Echaurren         | 1888                                           |
| Belisario Prats Bello               | 1888                                           |
| Guillermo Mackenna Serrano          | 1890                                           |
| General José Miguel Alcérreca       | 1891                                           |
| Gregorio Cerda y Ossa               | 1891                                           |
| Carlos Lira Carrera                 | 1891                                           |
| Nicolás Peña Vicuña                 | 1894                                           |
| José Alberto Bravo Viscaya          | 1895                                           |
| Joaquín Fernández Blanco            | 1897                                           |
| Enrique Cousiño Ortúzar             | 1900                                           |
| José Domingo Amunátegui Rivera      | 1906                                           |
| Pablo Urzúa Vergara                 | 1908                                           |
| Francisco Subercaseaux Aldunate     | 1918                                           |
| Augusto Espejo Pando                | 1920                                           |
| Jorge Valdivieso Blanco             | 1920                                           |
| Alberto Mackenna Subercaseaux       | 1921                                           |
| Manuel Salas Rodríguez              | 1927                                           |
| Arturo Acevedo Lay                  | 1929                                           |
| Isidoro Huneeus Guzmán              | 1931                                           |
| Manuel Salas Rodríguez              | 1931                                           |
| Julio Bustamante Lopehandía         | 1931                                           |
| Fernando Jaramillo Valderrama       | 1932                                           |
| Jorge Cash                          | 1932                                           |
| Humberto Arriagada Valdivieso       | 1932                                           |
| Joaquín Fernández Fernández         | 1932                                           |
| Caupolicán Clavel                   | 1932                                           |
| Julio Bustamante Lophehandía        | 1932                                           |
| Augusto Rivera Parga                | 1938                                           |
| Ramón Vergara Montero               | 1940                                           |
| Washington Bannen Mujica            | 1942                                           |
| Guillermo Jofré Vicuña              | 1946                                           |
| María Marchant                      | 1946                                           |
| René Frías Ojeda                    | 1947                                           |
| Alfonso Quintana Burgos             | 1949                                           |
| Jorge Rivera Vicuña                 | 1950                                           |
| Rafael Pacheco Sty                  | 1950                                           |
| Mamerto Figueroa Parot              | 1952                                           |
| General Santiago Danús Peña         | 1953                                           |
| Ramón Álvarez Goldsack              | 31 de octubre de 1958-29 de agosto de 1964     |
| Alfredo Hoyos Candina               | 29 de agosto de 1964-4 de noviembre de 1964    |
| Sergio Saavedra Viollier            | 4 de noviembre de 1964-15 de noviembre de 1968 |
| Jorge Kindermann Fernández          | 15 de noviembre de 1968-5 de noviembre de 1970 |
| Miguel Morales Lobos                | 5 de noviembre de 1970-11 de junio de 1971     |
| Jaime Concha Lois                   | 11 de junio de 1971-23 de marzo de 1972        |
| Alfredo Joignant Muñoz              | 24 de marzo de 1972-25 de octubre de 1972      |
| Waldo Fortín Cabezas                | 25 de octubre de 1972-16 de noviembre de 1972  |
| Jaime Faivovich Waissbluth          | 16 de noviembre de 1972-11 de abril de 1973    |
| Julio Stuardo González              | 11 de abril de 1973-11 de septiembre de 1973   |
| Tulio Espinoza Palma                | 12 de septiembre de 1973-1 de enero de 1976    |